# بنك فرعون وشيحا
بنك فرعون وشيحا هو مصرف لبناني، أسسه عام 1876 أنطوان شيحا، في العهد العثماني اللبناني، وكان من أقدم البنوك اللبنانية التي استمرت في العمل على مدى عقودٍ في القرنين العشرين والواحد والعشرين. وكان مقره في الأشرفية في إحدى ضواحي بيروت.
استحوذ عليه بنك بيبلوس عام 2016 م.